# Motomondiale 1952
La stagione 1952 è stata la quarta della storia del Motomondiale.
Le prove in calendario furono 8, con l'introduzione del Gran Premio di Germania (con anche il ritorno delle moto e dei piloti tedeschi, esclusi sino ad allora dalle competizioni) che prese il posto del Gran Premio di Francia. La prima gara è stata il Gran Premio motociclistico di Svizzera disputatosi il 18 maggio e il termine si è avuto con il Gran Premio motociclistico di Spagna disputato il 5 ottobre.

## Il contesto
In questa stagione non ci furono modifiche regolamentari in merito ai punteggi, né per quanto riguarda la loro assegnazione ai primi 6 classificati di ogni prova, né per il conteggio totale in classifica dove restavano validi la metà + 1 dei punteggi ottenuti (i migliori 5 per la 500 e i migliori 4 per le altre classi).
Al termine della stagione il titolo della classe 500 fu appannaggio di Umberto Masetti su Gilera (al secondo titolo della carriera), quello della 350 fu di Geoff Duke su Norton (al suo terzo titolo), della 250 di Enrico Lorenzetti su Moto Guzzi e quello della 125 di Cecil Sandford su MV Agusta (prima vittoria della casa motociclistica italiana nel mondiale).
Tra i sidecar vincitore Cyril Smith in coppia con Bob Clements e Les Nutt; durante il primo gran premio della stagione delle motocarrozzette si è registrata anche la scomparsa di Ercole Frigerio, il pilota che si era aggiudicato per tre volte il secondo posto in classifica mondiale negli anni precedenti.

## Il calendario
| Data         | Gran Premio      | Circuito         | Vincitore 500     | Vincitore 350 | Vincitore 250     | Vincitore 125   | Vincitore sidecar               | Resoconto |
| ------------ | ---------------- | ---------------- | ----------------- | ------------- | ----------------- | --------------- | ------------------------------- | --------- |
| 17 maggio    | GP di Svizzera   | Bremgarten       | Jack Brett        | Geoff Duke    | Fergus Anderson   |                 | Albino Milani Giuseppe Pizzocri | Resoconto |
| 11 giugno    | Tourist Trophy   | Mountain Circuit | Reg Armstrong     | Geoff Duke    | Fergus Anderson   | Cecil Sandford  |                                 | Resoconto |
| 28 giugno    | GP d’Olanda      | Assen            | Umberto Masetti   | Geoff Duke    | Enrico Lorenzetti | Cecil Sandford  |                                 | Resoconto |
| 6 luglio     | GP del Belgio    | Spa              | Umberto Masetti   | Geoff Duke    |                   |                 | Eric Oliver Stanley Price       | Resoconto |
| 20 luglio    | GP di Germania   | Solitude         | Reg Armstrong     | Reg Armstrong | Rudi Felgenheier  | Werner Haas     | Cyril Smith Bob Clements        | Resoconto |
| 14 agosto    | GP dell’Ulster   | Clady            | Cromie McCandless | Ken Kavanagh  | Maurice Cann      | Cecil Sandford  |                                 | Resoconto |
| 14 settembre | GP delle Nazioni | Monza            | Leslie Graham     | Ray Amm       | Enrico Lorenzetti | Emilio Mendogni | Ernesto Merlo Dino Magri        | Resoconto |
| 5 ottobre    | GP di Spagna     | Montjuïc         | Leslie Graham     |               |                   | Emilio Mendogni | Eric Oliver Lorenzo Dobelli     | Resoconto |

## Sistema di punteggio e legenda
| Pos.  | 1 | 2 | 3 | 4 | 5 | 6 | 7> |
| ----- | - | - | - | - | - | - | -- |
| Punti | 8 | 6 | 4 | 3 | 2 | 1 | 0  |

## Le classi

### Classe 500
| Pos. | Costruttore | Punti |
| ---- | ----------- | ----- |
| 1    | Gilera      | 36    |
| 2    | Norton      | 32    |
| 3    | MV Agusta   | 30    |
| 4    | AJS         | 22    |
| 5    | BMW         | 1     |

Nella classe 500, alle vecchie rivali Gilera e Norton si aggiunse la MV Agusta; già prima della fine dell'anno riuscì ad aggiudicarsi le prime vittorie con Leslie Graham (il primo pilota iridato nella storia del mondiale nell'edizione del 1949), ciò però non impedì la conquista del titolo da parte di Umberto Masetti su Gilera che precedette appunto Graham e Reg Armstrong su Norton.
Il pilota detentore del titolo dell'anno precedente, Geoff Duke, non riuscì a difendere il titolo a causa di un incidente occorsogli in una gara non iridata allo Schottenring e che pose termine anticipatamente alla sua stagione di gare.

Classifica piloti (prime 6 posizioni)
| Pos. | Pilota          | Moto      |     |     |   |     |     |     |     |   | P.ti |
| ---- | --------------- | --------- | --- | --- | - | --- | --- | --- | --- | - | ---- |
| 1    | Umberto Masetti | Gilera    | Rit |     | 1 | 1   | Rit | Rit | 2   | 2 | 28   |
| 2    | Leslie Graham   | MV Agusta | Rit | 2   | 7 | Rit | 4   | Rit | 1   | 1 | 25   |
| 3    | Reg Armstrong   | Norton    | Rit | 1   | 4 | Rit | 1   | Rit | 6   | 5 | 22   |
| 4    | Rod Coleman     | AJS       | 5   | 4   | 5 | 5   | Rit | 2   | Rit |   | 15   |
| 5    | Jack Brett      | AJS       | 1   | Rit | 9 | 4   | Rit | 4   | 7   |   | 14   |
| -    | Ken Kavanagh    | Norton    |     | 32  | 3 |     | 2   | Rit |     | 3 | 14   |
| Pos. | Pilota          | Moto      |     |     |   |     |     |     |     |   | P.ti |

| Legenda                                                                        | 1º posto        | 2º posto        | 3º posto | A punti      | Senza punti        | Grassetto=Pole position Corsivo=Giro più veloce |
| Legenda                                                                        | Gara non valida | Non qualificato | Ritirato | Squalificato | "-" Dato non disp. | Grassetto=Pole position Corsivo=Giro più veloce |
| Fonte dei dati: motogp.com, racingmemo.free.fr, autosport.com, jumpingjack.nl. |                 |                 |          |              |                    |                                                 |

### Classe 350
| Pos. | Costruttore | Punti |
| ---- | ----------- | ----- |
| 1    | Norton      | 32    |
| 2    | AJS         | 20    |
| 3    | Velocette   | 2     |
| 4    | DKW         | 2     |
| 5    | Horex       | 1     |

Nella classe 350 Geoff Duke con la sua Norton riuscì facilmente ad aggiudicarsi il titolo: grazie alle 4 vittorie consecutive nelle prime gare il risultato finale venne subito acquisito e l'incidente occorsogli in Germania non ebbe ripercussioni sulla classifica finale.
Come negli anni immediatamente precedenti la parte del leone la fecero le case motociclistiche britanniche con le prime 10 posizioni occupate tutte da piloti Norton o AJS.
Da registrare in questa classe anche le prime vittorie ottenute, in assoluto, da piloti non europei: il primo fu l'australiano Ken Kavanagh, seguito poco dopo dal rhodesiano Ray Amm.

Classifica piloti (prime 5 posizioni)
| Pos. | Pilota        | Moto   |   |     |   |   |     |   |   |    | P.ti    |
| ---- | ------------- | ------ | - | --- | - | - | --- | - | - | -- | ------- |
| 1    | Geoffrey Duke | Norton | 1 | 1   | 1 | 1 |     |   |   | NE | 32      |
| 2    | Reg Armstrong | Norton | 3 | 2   | 4 | 3 | 1   | 2 | - | NE | 24 (31) |
| 3    | Ray Amm       | Norton | 6 | Rit | 2 | 2 | INF | - | 1 | NE | 21      |
| 4    | Rod Coleman   | AJS    | 2 | 3   | 3 | - | -   | 3 | 2 | NE | 20 (24) |
| 5    | Ken Kavanagh  | Norton | 7 | Rit | 5 | - | 2   | 1 | - | NE | 16      |
| Pos. | Pilota        | Moto   |   |     |   |   |     |   |   |    | P.ti    |

| Legenda                                                                        | 1º posto        | 2º posto        | 3º posto | A punti      | Senza punti        | Grassetto=Pole position Corsivo=Giro più veloce |
| Legenda                                                                        | Gara non valida | Non qualificato | Ritirato | Squalificato | "-" Dato non disp. | Grassetto=Pole position Corsivo=Giro più veloce |
| Fonte dei dati: motogp.com, racingmemo.free.fr, autosport.com, jumpingjack.nl. |                 |                 |          |              |                    |                                                 |

### Classe 250
| Pos. | Costruttore | Punti |
| ---- | ----------- | ----- |
| 1    | Moto Guzzi  | 32    |
| 2    | Velocette   | 9     |
| 3    | DKW         | 8     |
| 4    | NSU         | 6     |
| 5    | Benelli     | 4     |
| 6    | Horex       | 4     |
| 7    | Parilla     | 2     |
| 8    | Norton      | 1     |

Nella quarto di litro le moto più efficienti risultarono le Moto Guzzi che piazzarono ai primi due posti Enrico Lorenzetti e Fergus Anderson, seguiti da Leslie Graham che durante la stagione utilizzò dapprima una Benelli ed in seguito una Velocette.
In 5 delle 6 prove disputate la vittoria andò a piloti equipaggiati da Moto Guzzi, con l'unica eccezione in Germania dove ad ottenere il successo fu la DKW di Rudi Felgenheier.

Classifica piloti (prime 5 posizioni)
| Pos. | Pilota            | Moto                |   |   |   |    |   |   |   |    | P.ti    |
| ---- | ----------------- | ------------------- | - | - | - | -- | - | - | - | -- | ------- |
| 1    | Enrico Lorenzetti | Moto Guzzi          | 2 | 2 | 1 | NE | - | 2 | 1 | NE | 28 (34) |
| 2    | Fergus Anderson   | Moto Guzzi          | 1 | 1 | 3 | NE | - | - | 3 | NE | 24      |
| 3    | Leslie Graham     | Benelli e Velocette | 3 | 4 | - | NE | - | 3 | - | NE | 11      |
| 4    | Maurice Cann      | Moto Guzzi          | - | 5 | - | NE | - | 1 | - | NE | 10      |
| 5    | Rudi Felgenheier  | DKW                 | - |   | - | NE | 1 | - | - | NE | 8       |
| Pos. | Pilota            | Moto                |   |   |   |    |   |   |   |    | P.ti    |

| Legenda                                                                        | 1º posto        | 2º posto        | 3º posto | A punti      | Senza punti        | Grassetto=Pole position Corsivo=Giro più veloce |
| Legenda                                                                        | Gara non valida | Non qualificato | Ritirato | Squalificato | "-" Dato non disp. | Grassetto=Pole position Corsivo=Giro più veloce |
| Fonte dei dati: motogp.com, racingmemo.free.fr, autosport.com, jumpingjack.nl. |                 |                 |          |              |                    |                                                 |

### Classe 125
| Pos. | Costruttore | Punti |
| ---- | ----------- | ----- |
| 1    | MV Agusta   | 30    |
| 2    | FB Mondial  | 24    |
| 3    | Moto Morini | 21    |
| 4    | NSU         | 9     |
| 5    | EMC-Puch    | 1     |

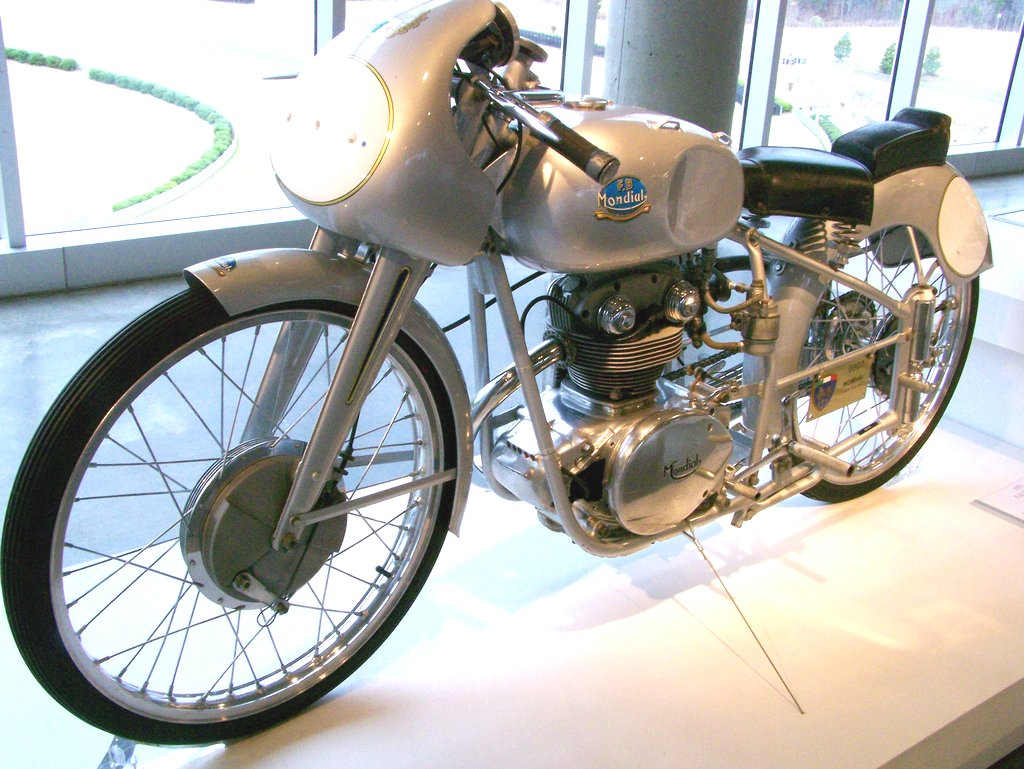
La FB Mondial del 1952.

Nella classe di minor cilindrata del mondiale si ebbe il successo della MV Agusta: Cecil Sandford la portò alla vittoria fin dalla prima prova in programma e con 3 successi su sei gare disputate precedette in classifica Carlo Ubbiali su FB Mondial. Si interruppe così l'egemonia totale di Mondial che aveva ottenuto il successo in tutti i gran premi disputati dall'inizio della storia del motomondiale e proprio quest'anno non colse invece alcuna vittoria ma solo quattro secondi posti con Ubbiali.
Buona anche l'avventura iridata della Moto Morini: Emilio Mendogni ottenne due vittorie negli ultimi due gran premi dell'anno e si piazzò al terzo posto nella classifica generale.
L'ultima vittoria nelle 6 prove del calendario fu invece appannaggio di Werner Haas su NSU.

Classifica piloti (prime 5 posizioni)
| Pos. | Pilota          | Moto        |    |   |   |    |   |     |     |     | P.ti    |
| ---- | --------------- | ----------- | -- | - | - | -- | - | --- | --- | --- | ------- |
| 1    | Cecil Sandford  | MV Agusta   | NE | 1 | 1 | NE | 3 | 1   | Rit | 3   | 28 (32) |
| 2    | Carlo Ubbiali   | FB Mondial  | NE | 2 | 2 | NE | 2 | Rit | 2   | Rit | 24      |
| 3    | Emilio Mendogni | Moto Morini | NE |   | - | NE | - | -   | 1   | 1   | 16      |
| 4    | Leslie Graham   | MV Agusta   | NE |   | - | NE | - | -   | 3   | 2   | 10      |
| 5    | Luigi Zinzani   | Moto Morini | NE |   | 3 | NE | 6 | -   | 4   | 6   | 9       |
| Pos. | Pilota          | Moto        |    |   |   |    |   |     |     |     | P.ti    |

| Legenda                                                                        | 1º posto        | 2º posto        | 3º posto | A punti      | Senza punti        | Grassetto=Pole position Corsivo=Giro più veloce |
| Legenda                                                                        | Gara non valida | Non qualificato | Ritirato | Squalificato | "-" Dato non disp. | Grassetto=Pole position Corsivo=Giro più veloce |
| Fonte dei dati: motogp.com, racingmemo.free.fr, autosport.com, jumpingjack.nl. |                 |                 |          |              |                    |                                                 |

### Classe sidecar
| Pos. | Costruttore | Punti   |
| ---- | ----------- | ------- |
| 1    | Norton      | 26 (32) |
| 2    | Gilera      | 28      |
| 3    | BMW         | 2       |

Il risultato della classe sidecar fu influenzato dall'incidente occorso ai campioni in carica dell'anno precedente Oliver/Dobelli prima dell'inizio della stagione; per quanto il tempo di recupero si fosse rivelato più breve delle aspettative e per quanto fossero riusciti ad ottenere due vittorie parziali, il titolo fu appannaggio di Cyril Smith che durante l'anno ebbe come passeggero dapprima Bob Clements ed in seguito Les Nutt. Questo perché Smith riuscì ad essere regolare nei risultati, piazzandosi in ogni occasione sul podio, pur con una sola vittoria.

Classifica equipaggi (prime 5 posizioni)
| Pos. | Pilota                                      | Moto   |   |    |    |   |     |    |     |     | P.ti    |
| ---- | ------------------------------------------- | ------ | - | -- | -- | - | --- | -- | --- | --- | ------- |
| 1    | Cyril Smith/Bob Clements-Les Nutt           | Norton | 2 | NE | NE | 3 | 1   | NE | 2   | 3   | 24 (28) |
| 2    | Albino Milani/Giuseppe Pizzocri             | Gilera | 1 | NE | NE | 2 | -   | NE | 3   | Rit | 18      |
| 3    | Ernesto Merlo/Dino Magri                    | Gilera | - | NE | NE | 4 | 2   | NE | 1   | Rit | 17      |
| 4    | Jacques Drion/Bob Onslow-Inge Stoll-Laforge | Norton | 3 | NE | NE | 6 | 3   | NE | 4   | 2   | 17 (18) |
| 5    | Eric Oliver/Stanley Price-Lorenzo Dobelli   | Norton |   | NE | NE | 1 | Rit | NE | Rit | 1   | 16      |
| Pos. | Pilota                                      | Moto   |   |    |    |   |     |    |     |     | P.ti    |

| Legenda                                                                        | 1º posto        | 2º posto        | 3º posto | A punti      | Senza punti        | Grassetto=Pole position Corsivo=Giro più veloce |
| Legenda                                                                        | Gara non valida | Non qualificato | Ritirato | Squalificato | "-" Dato non disp. | Grassetto=Pole position Corsivo=Giro più veloce |
| Fonte dei dati: motogp.com, racingmemo.free.fr, autosport.com, jumpingjack.nl. |                 |                 |          |              |                    |                                                 |